# جيليان روز ريد
جيليان روز ريد (بالإنجليزية: Jillian Rose Reed)‏، مُمَثِلَة أمريكية وِلدت 20 ديسمبر عام 1991 في فلوريدا.
اشتهرت عندما لعبت دور تمارا كابلان في مسلسل Awkward.

## أعمالها
- Weeds ... Simone (7 episodes, 2008-2009) الاعشاب الضارة (مسلسل) (2005)
- مجتمع (2009) Community ... Kelly Cortlandt (1 episode, 2010)
- مصاص دماء لوس انجلوس (2010) L.A. Vampire ... Jailbait Vampire
- الغريبة(2011) Awkward
- حرج. (2011)Awkward. ... Tamara (24 episodes, 2011-2012)
- My Super Psycho Sweet 16: Part 3 ... Sienna
- Age of Dinosaurs (2013)

### عروض تلفزيونية
| السنة        | الاسم                 | الدور              | ملاحظات                                                 |
| ------------ | --------------------- | ------------------ | ------------------------------------------------------- |
| 2008         | Zoey 101              | Girl #3            | "Rumor of Love" (Season 4, Episode 4)                   |
| 2008–2009    | ويدز                  | Simone             | الحلقة 7                                                |
| 2009         | Hung                  | Skinny Girl Tracie | "The Pickle Jar" (Season 1, Episode 4)                  |
| 2010         | مجتمع                 | Kelly Cortlandt    | "The Art of Discourse" (Season 1, Episode 22)           |
| 2010         | ذا ميدل               | Shannon            | "Errand Boy" (Season 2, Episode 8)                      |
| 2011–present | Awkward               | Tamara             | Co-starring role                                        |
| 2011         | Pair of Kings         | Tessa              | "The One About Mikayla's Friends" (Season 2, Episode 9) |
| 2013         | Supah Ninjas          | Gina / Wallflower  | "Wallflower" (Season 2, Episode 10)                     |
| 2014         | جيسي (مسلسل تلفزيوني) | Abby               | "Acting With The Frenemy" (Season 3, Episode 12)        |

## الجوائز والترشيحات
تَرَشحت عام 2012 لِجائزة Young Artist Award عن دور تمارا كابلان في مسلسل Awkward ولكن لم تفز.

## روابط خارجية
- جيليان روز ريد على موقع IMDb (الإنجليزية)
- جيليان روز ريد على موقع ميتاكريتيك (الإنجليزية)
- جيليان روز ريد على موقع روتن توميتوز (الإنجليزية)
- جيليان روز ريد على موقع ألو سيني (الفرنسية)
- جيليان روز ريد على موقع أول موفي (الإنجليزية)
- جيليان روز ريد على موقع قاعدة بيانات الفيلم (الإنجليزية)
- جيليان روز ريد على موقع كينوبويسك (الروسية)